# 埃斯珀尔坎普
埃斯珀尔坎普（德語：Espelkamp，發音：[ˈɛspl̩ˌkamp] ⓘ）是德国北莱茵-威斯特法伦州代特莫尔德行政区明登-吕伯克县的城市，面积84.21平方千米，2023年12月31日人口为25,294人。